# Чемпіонат Польщі з хокею 1947
Чемпіонат Польщі з хокею 1947 — 12-ий чемпіонат Польщі з хокею, матчі фінальної частини проходили у місті Лодзі, чемпіоном став клуб Краковія Краків.

## Кваліфікація
- «Поморжанін» (Торунь) — «Лехія» (Познань) 2:2, 0:1

## Груповий раунд
| М  | Команда           | І | Ш    | О |
| -- | ----------------- | - | ---- | - |
| 1. | «Вісла» (Краків)  | 3 | 13:5 | 5 |
| 2. | Краковія Краків   | 3 | 12:5 | 5 |
| 3. | ЛКС Лодзь         | 3 | 4:7  | 4 |
| 4. | «Лехія» (Познань) | 3 | 3:15 | 2 |

## Фінал
- Краковія Краків — «Вісла» (Краків) 4:3